# Teoria reaktancji
Teoria reaktancji, teoria oporu psychicznego – teoria psychologiczna stworzona przez Jacka Brehma w 1966 r. Jej fundamentem jest twierdzenie o tym, że ludzie reagują oporem na odebranie im swobody działania lub możliwości.
Opór ten jest tym silniejszy im:
- ważniejsza możliwość działania jest nam odebrana;
- więcej jest zablokowanych, odebranych możliwości;
- bardziej nieoczekiwana jest blokada;
- większe jest zagrożenie swobody działania.

To czego się nam zakazuje staje się bardziej atrakcyjne („zakazany owoc”) – tak tłumaczy się zainteresowanie ludzi ocenzurowanymi treściami, co można używać np. w zwiększaniu zainteresowania ludzi produktami. Podobnie zakazy rodziców rozgrzewają miłość nastolatków. Jednocześnie pojawia się niechęć wobec źródła przeszkód oraz motywacja do przywrócenia stanu swobody, wolności.
Ludzie różnią się tolerancją na odebranie im możliwości i swobody. W skrajnych przypadkach są w stanie rezygnować z wielu osobistych dóbr po to, aby przywrócić sobie możliwość wyboru („na złość babci odmrożę sobie uszy”, „nie będę zażywać przepisanych lekarstw”, „zrobię odwrotnie niż mi każą”).
Reaktancją nazwać można opór psychiczny. Pojęcie oporu ma jednak osobne znaczenie w psychoanalizie.
Teoria reaktancji ma szerokie poparcie empiryczne.